# Сенале (Болцано)
Сенале је насеље у Италији у округу Болцано, региону Трентино-Јужни Тирол.
Према процени из 2011. у насељу је живело 68 становника. Насеље се налази на надморској висини од 1354 м.